# Otto Schaden
Otto John Schaden (26 de agosto de 1937 – 23 de novembro de 2015) foi um egiptólogo americano, foi diretor do Amenmesse Tomb Project, da University of Memphis. Ele também trabalhou nas tumbas WV23, WV24 e WV25, no vale ocidental do Vale dos Reis.
Na década de 1970 ele também era professor de egípcio antigo na University of Minnesota.
O Dr. Schaden também chefiava o grupo de escavação que descobriu a tumba KV63 em 10 de março de 2005.
A revista Harper's magazine de janeiro de 2008 publicou uma longa reportagem sobre a tumba KV63 na qual descrevia uma disputa de Otto Schaden com seu superior Lorelei Corcoran da University of Memphis. E, em meados de Janeiro a referida universidade e o Dr. Schaden romperam as relações que mantinham e o Dr. Schaden continuava as suas pesquisas sob o patrocínio do Supreme Council of Antiquities, que representou o Projeto de Schaden, porém, o mais comum ainda continuava sendo as Universidades patrocinarem os projetos no Vale dos Reis.